# Frank Clifford Rose
Frank Clifford Rose (29 de agosto de 1926 - 1 de noviembre de 2012) fue un neurólogo británico.

## Biografía
Nació el 29 de agosto de 1926. Especializado en dolores de cabeza y migrañas, colaboró como editor en revistas científicas como Neuroepidemiology (1984-1990), Headache Quarterly (1980-2001), Transactions of the Medical Society of London (1980-1986) o Journal of the History of Neurosciences. Fallecido el 1 de noviembre de 2012, fue editor de numerosos libros.